# Corpus Christi (film)
Corpus Christi (Pools: Boże Ciało) is een Frans-Poolse dramafilm uit 2019, geregisseerd door Jan Komasa en geschreven door Mateusz Pacewicz.

## Verhaal
Daniel heeft een religieuze ervaring terwijl hij in een jongerengevangenis zit voor moord, maar door zijn criminele achtergrond kan hij zijn droom om priester te worden niet verwezenlijken, ook niet als hij vrijkomt. Hij krijgt werk in een klein dorp, en bij een bezoek aan de plaatselijke kerk doet hij zich voor als priester. Hij ontmoet de pastoor en deze gelooft hem. Hij wordt zelfs gevraagd om even de parochie over te nemen omdat de pastoor moet opgenomen worden voor een medisch probleem. Daniel begint alle taken van een priester uit te voeren, en voelt zich er goed bij.
Het dorp wordt echter verdeeld door een trauma uit het verleden, en Daniels bedrog dreigt uit te komen.  

## Prijzen en nominaties
De film won de Europa Cinemas Label Award en de Edipo Re Inclusion Award. Hij was ook geselecteerd als Poolse inzending voor de Oscars. 